# 聖オーガスティン教会

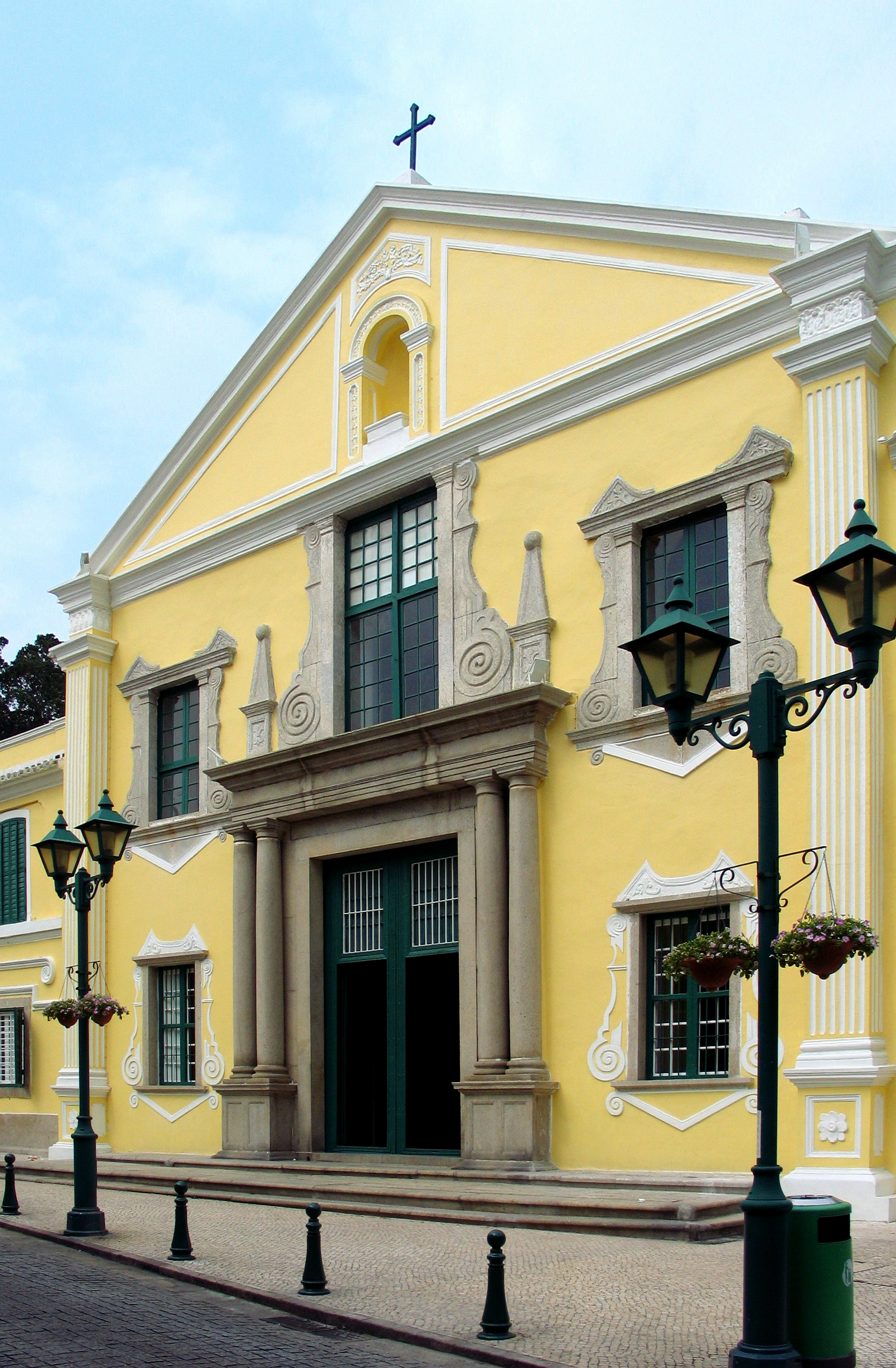
聖オーガスティン教会

聖オーガスティン教会は、マカオにある教会。1586年にスペインよりやって来たオーガスティン派修道士によって造られた修道院が元になっている。後にポルトガル人に引き渡し現在の場所に移転された。1874年の改修により現在の姿となった。
何度か改修を重ねているが、資金難のために藁を使用したところ龍の髭のように見えたことから、「龍の髭寺院」と呼ばれたこともあった。別の説では、大雨のときに司祭がヤシの葉を使って屋根を補強していたところ、それが龍の髭に見えたからだという。
バロック建築の建物は、マカオの他の教会群と比べて質素である。内部にはカリスの聖母（聖オーガスティン）を祀っている。
この教会の主たるイベントは「パッソス聖体行列」というマカオでも最も有名なキリスト教行事である。四旬節の最初の日曜日に行われ、教会のキリスト像を信者たちが担いで大堂（カテドラル）まで運び、翌日に戻ってくる。これは、別の教会に移されたこのキリスト像がいつの間にか戻ってきていたという逸話に基づいている。
復活祭は3月22日から4月25日の日曜日のいずれかになるため、四旬節は2月4日から3月10日の間に始まり、開催日は一定ではない。